# 三田村秀人
三田村 秀人（みたむら ひでと、1948年（昭和23年）11月15日 - ）は、日本の外交官。ザンビア駐箚特命全権大使を経て、ニュージーランド駐箚特命全権大使。 

## 経歴・人物
- 1970年（昭和45年）外務公務員採用上級試験に合格する。
- 1971年（昭和46年）一橋大学商学部卒業、外務省入省。
- 1972年（昭和47年）英語研修（1974年米国アムハースト大学卒[1]）。在ブラジル日本国大使館、在連合王国日本国大使館など在勤[1]。
- 1986年（昭和61年）8月 大臣官房総務課企画官
- 1987年（昭和62年）7月 経済局開発途上地域課長
- 1987年（昭和62年）8月 経済局国際エネルギー課長
- 1989年（平成元年）7月 駐アラブ首長国連邦日本国大使館公使参事官
- 1991年（平成3年9月 大臣官房、国際連合難民高等弁務官事務所（スイス、ジュネーヴ）特別顧問
- 1994年（平成6年）8月 大臣官房通信課長
- 1996年（平成8年）8月 駐アメリカ合衆国公使（ハーバード大学フェロー）
- 1997年（平成9年）7月 駐オーストリア公使
- 2000年（平成12年）8月 ニューオーリンズ総領事
- 2002年（平成14年）9月 大臣官房、朝鮮半島エネルギー開発機構（KEDO）事務局（アメリカ合衆国ニューヨーク）
- 2004年（平成16年）7月 衆議院参事、国際部長
- 2005年（平成17年）9月 衆議院常任委員会専門員、安全保障委員会専門員、安全保障調査室長
- 2007年（平成19年）7月 駐ザンビア特命全権大使、兼駐マラウイ特命全権大使
- 2010年（平成22年）8月 駐ニュージーランド特命全権大使、兼駐サモア特命全権大使
- 2012年（平成24年）10月 退官
- 2013年（平成25年）3月 法務省難民審査参与員
- 2013年（平成25年）6月 日立建機株式会社取締役
- 2015年（平成27年）日立国際電気株式会社取締役[2]
- 2023年（令和5年）4月 瑞宝中綬章受章[3]

## 同期
- 海老原紳（08年駐イギリス大使）
- 橋本逸男（09年東北大学公共政策大学院教授・04年駐ブルネイ大使・02年駐ラオス大使）
- 赤阪清隆（07年国際連合事務次長）
- 須田明夫（09年軍縮会議日本政府代表部大使・06年国際テロ対策担当大使・03年駐スリランカ大使）
- 桂誠（07年駐比大使・04年駐ラオス大使）
- 楠本祐一（11年関西担当大使・09年駐ポーランド大使・04年駐ウズベキスタン大使）
- 島内憲（06年駐ブラジル大使・04年駐スペイン大使）
- 小島高明（10年国際テロ対策担当担当大使・07年駐オーストラリア大使・04年駐シンガポール大使）
- 横田淳（12年経済担当大使兼イラク復興支援等調整担当大使・09年駐ベルギー大使・06年国際貿易・経済担当大使・04年駐イスラエル大使）
- 清水訓夫（09年防衛大学校教授・05年駐アルジェリア大使）
- 野呂元良（08年駐マラウイ大使）
- 皆川一夫（11年駐ウガンダ大使）
- 佐藤正晴（12年駐ニカラグア大使）